# Klaus von Bismarck
Klaus von Bismarck (6 de março de 1912 – 22 de maio de 1997) foi um oficial alemão que serviu durante a Segunda Guerra Mundial. Foi condecorado com a Cruz de Cavaleiro da Cruz de Ferro.

## Condecorações
| Cruz de Ferro 2ª Classe                          |
| Cruz de Ferro 1ª Classe                          |
| Folhas de Carvalho nº 669 26 de novembro de 1944 |